# Alexander Zippelius
Alexander Zippelius (Würzburg, 1797 - Timor, 31 december 1828) was een Nederlandse botanicus. Zijn officiële afkorting is "Zipp." De plantengeslacht Zippelia (Blume) uit de familie van de Piperaceae is naar hem genoemd.
Alexander Zippelius was lid van de Natuurkundige Commissie voor Nederlands Indië en nam deel aan de expeditie naar Nieuw-Guinea in 1828. De deelname van de Commissie aan deze expeditie met het korvet de Triton eindigde op 15 oktober 1828 op het eiland Timor. De Triton zeilde naar Surabaya (Oost-Java). De commissieleden zetten hun onderzoekingen voort op Timor. Hier overleed Zippelius aan malaria op de laatste dag van 1828.